# Happy Feet 2
 (novembre 2021).
Série
Happy Feet
(2006)
Pour plus de détails, voir Fiche technique et Distribution.
Happy Feet 2 ou Les Petits Pieds du bonheur 2 au Québec (Happy Feet Two) est film d'animation américano-australien réalisé par George Miller sorti en 2011.
Ce film est la suite de Happy Feet sorti en 2006.

## Synopsis
Pendant le générique de début, une voix off explique que toute chose dans le monde, peu importe sa taille (infiniment petite ou grande) est connectée. Ce film est la suite du premier opus : on retrouve les mêmes personnages plus tard. Mumble et Gloria ont désormais un fils, Erik, qui comme son père avant lui, ne parvient pas à s'adapter dans cette colonie de manchots, n'ayant quasiment aucun rythme et aucun sens de la musique ou de la danse. L'aventure à proprement parler commence lorsque Ramon, en mal d'amour, décide de rentrer chez lui, en Terre Adélie. Il est suivi par Erik, Atticus et Boadicea, trois enfants manchots. Découvrant leur disparition, Mumble part à leur recherche.
Entretemps, on nous présente Bill et Will, deux minuscules crustacés au sein d’un banc de krill, qui rêvent de découvrir leur rôle dans le monde et ne plus être tout en bas de la chaîne alimentaire. Ils quittent donc leur banc. Will tente de changer la chaîne alimentaire en mangeant une autre créature alors que Bill le suit à contrecœur. 
Arrivés en Terre Adélie, Ramon et les trois manchots découvrent Sven, qu’ils pensent être un manchot (en réalité, c’est un macareux huppé, un oiseau originaire du Pacifique nord). Capable de voler, il est la véritable idole de toute la colonie de manchots, et surtout de ses femelles, au grand désespoir de Ramon. Cette découverte sera un choc pour Erik, qui découvre son rêve : voler. On découvre l'histoire de Sven : il est le dernier survivant d'une colonie d’oiseaux dont l'habitat fut engloutit par les flots. C'est le fait de voler qui l'a sauvé. N'ayant nulle part où atterrir, il est recueilli épuisé sur un bateau alien (les humains) où il est soigné et remis en état. Il y rencontrera Lovelace, que l'on retrouve dans ce second film, lui aussi recueilli. Mais un jour, il aperçoit des poulets qui rôtissent dans une cuisine, et ne voulant pas finir de même, lui et Lovelace s'enfuient. Là, Sven accomplit ses premiers miracles en révélant de la mousse aux habitants et en utilisant ses prétendus pouvoir pour aider Ramón à trouver sa compagne potentielle, Carmen, qui n'est pas intéressée. Mumble arrive et, avec l'aide de Sven, convainc les trois petits manchots de rentrer avec lui.
À ce moment, un gigantesque pan de glace se déplace et vient percuter la banquise. En chemin, les quatre manchots doivent traverser un pont de glace, mais arrivés au bout, se retrouvent face à un éléphant de mer nommé Bryan, à peine engagé et incapable de reculer. Il refuse de laisser passer les manchots, mais, sous son poids, la portion de pont le soutenant s'effondre. Il se retrouve au fond d'une crevasse, coincé, et demande a Mumble de ramener ses enfants à leur mère. Mais, Mumble refuse de le laisser ainsi, et descend par la mer pour le sauver. Bryan est bloqué par une paroi de glace et Mumble est trop faible pour la briser.
On voit Will et Bill qui essaient de changer de régime alimentaire en attaquant un léopard de mer. Mumble va venir réveiller ce même phoque, et après une poursuite maritime, parvient à le faire foncer sur la paroi de glace, la brisant. Le phoque s'enfuit effrayé par l’éléphant de mer à présent libre. Bryan remercie Mumble et lui promet de faire n'importe quoi pour lui à l'avenir si besoin est. 
On découvre alors que la colonie de Mumble est enfermée dans une cuvette de glace à la suite du déplacement de la banquise. Destinés à mourir de faim, leur seul espoir est Mumble qui décide d'envoyer Boadicea chercher des amis en Terre Adélie pendant que lui, Erik et Atticus livrent les poissons alors que ce n’est pas suffisant. Erik essaie voler comme Sven, il a failli tomber de l'iceberg. Si Mumble ne l’avait pas sauvé, il lui fait comprendre qu’ils ne peuvent pas voler. Erik commence à paniquer à l’idée que sa famille et ses amis vont mourir, mais Gloria le rassure en chantant une chanson à son fils.
Les manchots Adélie arrivent à temps pour les aider contre une attaque de Stercorariidae, et s'installe un gigantesque réseau de pêche et de transport du poisson dans la cuvette. Entretemps, Will et Bill se séparent, Will souhaitant vivre sa propre vie. Il est ensuite récupéré par un manchot et transporté dans la cuvette avec un poisson. C'est alors qu’apparaît un bateau, le même que celui qui avait recueilli Sven et Lovelace. Ce dernier attire les hommes qui commencent alors des travaux pour aménager une issue et libérer la colonie de manchots. Mais, une tempête survient, et les obligent à partir. 
La tempête ayant fait geler la mer sur des kilomètres, il n'y a plus d'espoir. Erik essaye de convaincre Sven à apprendre aux manchots à voler, mais Sven révèle qu'il à menti. C'est alors que Mumble décide de danser : en dansant, ils feront tomber de la neige qui, en quantité suffisante pourra servir de pont pour la colonie. Pendant la danse, Will se retrouve aspiré dans un trou et retrouve la mer. Le plan fonctionne jusqu'à ce que plusieurs morceaux se détachent, envoyant Bo, Atticus et plusieurs manchots dans la cuvette. Mumble réussit à en échapper, mais il se blesse à la patte au passage.
Voyant que cela ne suffira pas, Mumble va avec Erik demander de l'aide à Bryan, mais celui-ci est en plein affrontement avec un autre mâle et chasse Mumble. À cet instant, Erik chante pour la première fois seul et déclare son dégoût envers Bryan et sa promesse non tenue. Cette chanson, qui suit la mélodie de l'air E lucevan le stelle de Tosca décide l'éléphant de mer, et ainsi, toute sa colonie se joint aux manchots Adélie pour danser. Will retrouve son banc et Bill, qui le remercie pour lui avoir fait comprendre qu'il était unique, ainsi que l'importance de s'adapter dans le monde. Ils entendent l'écho des pas de danse juste au-dessus et tout le banc se met a danser les claquettes sur un iceberg. Finalement, c'est un pas appuyé de Will qui va faire tomber un bloc de neige permettant aux manchots de sortir et à Gloria de retrouver Mumble et Erik.
On comprend alors le début du film et l'explication sur l'infiniment petit et l'infiniment grand

## Fiche technique
- Titre français : Happy Feet 2
- Titre québécois : Les Petits Pieds du bonheur 2
- Titre original : Happy Feet Two
- Réalisation : George Miller
- Scénario : George Miller, Warren Coleman, Gary Eck et Paul Livingston
- Musique : John Powell
- Décors : David Nelson
- Costumes : Brigette Thorn
- Photographie : David Dulac et David Peers
- Montage : Christian Gazal
- Casting : Kristy Carlson, Barbara Harris et Nikki Barrett
- Directeur artistique : David Nelson, Lopsie Schwartz, Felicity Coonan et Kelly Wallwork
- Producteur : George Miller, Bill Miller et Doug Mitchell
  - Producteur exécutif : Bruce Berman (en), Graham Burke, Philip Hearnshaw et Christopher DeFaria
- Sociétés de production : Village Roadshow Pictures, Kennedy-Miller Mitchell Films, et Dr. D Studios
- Sociétés de distribution : Warner Bros.
- Format d'image : Couleur - 35mm - 2,35:1 - son Dolby Digital
- Budget : 135 millions de dollarsUS
- Pays de production :  Australie,  États-Unis
- Langue originale : anglais
- Genre : animation, aventures, comédie musicale juke-box
- Durée : 100 minutes
- Dates de sortie :
  - États-Unis : 18 novembre 2011
  - Belgique : 30 novembre 2011
  - France : 7 décembre 2011
  - Australie : 15 décembre 2011

## Distribution

### Voix originales
- Elijah Wood : Mumble
- Pink : Gloria
- Robin Williams : Ramon / Lovelace
- Ava Acres : Erik
- Richard Carter : Bryan
- Nicole Kidman : Norma Jean
- Hugo Weaving : Noah le sage
- Matt Damon : Bill
- Brad Pitt : Will
- Carlos Alazraqui : Nestor
- Hank Azaria : Sven Puissant
- Sofía Vergara : Carmen
- Magda Szubanski : Miss Viola
- Anthony LaPaglia : Alpha Skua
- Hugh Jackman : Memphis (non crédité)

### Voix françaises
- Clovis Cornillac : Mumble
- Amel Bent : Gloria
- Anthony Kavanagh : Lovelace
- Noé Koretzky : Erik
- Garance Pauwels : Boadicéa
- Jérôme Pauwels : Ramon
- Henri Bungert : Atticus
- Jean-Bernard Guillard : Bryan
- Sophie Marceau : Norma Jean
- Vincent Grass : Noé, l'ancien
- Asto Montcho : Seymour
- Damien Boisseau : Bill le Krill
- Jean Pierre Michael : Will le Krill
- Cédric Dumond : Nestor
- Max Boublil : Sven
- Ethel Houbiers : Carmen
- Brigitte Virtudes : Miss Viola

### Voix québécoises
- Frédéric Desager[1] : Ramon
- Thiéry Dubé : Lovelace
- Martin Watier : Mumble
- Éveline Gélinas : Gloria
- Patrice Dubois : Noah
- Jean-François Beaupré : Bill
- Gilbert Lachance : Will
- Carl Béchard : Sven D'Amour
- Julie Burroughs : Miss Viola
- Manuel Tadros : Nestor
- François L'Écuyer : Lombardo
- Benoit Éthier : Rinaldo
- Yves Soutière : Raul
- Paul Sarrasin : Seymour
- Valérie Gagné : Carmen
- Xigo Yi Hernan : Erik
- Vassili Schneider : Atticus
- Gabrielle Shulman : Boadicea
- Kaly Roy : Weaner Pup

## Récompenses
- 2012 : Meilleur casting d'un film d'animation au Casting Society of America Awards

## Jeu vidéo
Happy Feet 2 est un jeu vidéo adapté du film sorti sur Wii, PlayStation 3, Xbox 360, Nintendo DS et Nintendo 3DS.